# Championnat de France de rugby à XV de 1re division fédérale 2014-2015
Navigation
Fédérale 1 2013-2014 Fédérale 1 2015-2016
Le championnat de France de rugby à XV de 1re division fédérale 2014-2015 voit s'affronter 40 équipes parmi lesquelles deux seront promues en Pro D2 et huit seront reléguées en Fédérale 2.

## Saison régulière

### Règlement
Ce championnat débute par une phase préliminaire regroupant 40 équipes dans 4 poules. Les quatre premiers de chaque poule sont qualifiés pour la phase finale tandis que les deux derniers sont relégués en Fédérale 2.
Les seize qualifiés pour la phase finale s'affrontent en huitièmes de finale en matchs aller-retour. Les quarts et demi-finales se jouent également sur deux matchs et la finale se dispute sur un seul match. Les deux finalistes sont promus en Pro D2.
Pour départager les équipes, les règles suivantes sont utilisées :
1. Nombre de points « terrain »
2. Nombre de jours de suspension, liées aux sanctions sportives, sur l’ensemble des rencontres de la phase considérée
3. Différence de points
4. Différences des essais
5. Plus grand nombre de points marqués.
6. Plus grand nombre d'essais marqués.
7. Nombre de forfaits n'ayant pas entraîné de forfait général.
8. Classement à l'issue de la phase précédente.
9. Place obtenue la saison précédente dans la compétition nationale

### Poule 1
| Club            | Ville     | Saison 2013-2014                  | Site officiel |
| --------------- | --------- | --------------------------------- | ------------- |
| US Bergerac (P) | Bergerac  | Promu - F2                        | Site Officiel |
| AC Bobigny      | Bogigny   | Phase de poule                    | Site Officiel |
| UA Libourne (P) | Libourne  | Promu - F2                        | Site Officiel |
| Lille MR        | Lille     | Phase finale - Demi finale        | Site Officiel |
| Limoges rugby   | Limoges   | Phase de poule                    | Site Officiel |
| CA Lormont      | Lormont   | Phase de poule                    | Site Officiel |
| Montluçon rugby | Montluçon | Phase de poule                    | Site Officiel |
| USO Nevers      | Nevers    | Phase finale - Quarts de finale   | Site Officiel |
| CA Périgueux    | Périgueux | Phase finale - Huitième de finale | Site Officiel |
| SC Tulle        | Tulle     | Phase de poule                    | Site Officiel |

| Rang | Club              | J  | V  | N | D  | Bo | Bd | Pm  | Pe  | Diff | Pts |
| ---- | ----------------- | -- | -- | - | -- | -- | -- | --- | --- | ---- | --- |
| 1    | USO Nevers        | 18 | 18 | 0 | 0  | 10 | 0  | 525 | 265 | +260 | 82  |
| 2    | Lille MR          | 18 | 10 | 2 | 6  | 4  | 5  | 493 | 323 | +170 | 53  |
| 3    | Limoges           | 18 | 10 | 1 | 7  | 4  | 4  | 478 | 375 | +103 | 49  |
| 4    | Montluçon rugby ² | 18 | 11 | 0 | 7  | 2  | 2  | 360 | 366 | -6   | 47  |
| 5    | US Bergerac (P)   | 18 | 8  | 0 | 10 | 3  | 5  | 373 | 418 | -45  | 40  |
| 6    | CA Périgueux ¹    | 18 | 7  | 3 | 8  | 1  | 4  | 281 | 305 | -24  | 37  |
| 7    | SC Tulle          | 18 | 7  | 0 | 11 | 0  | 4  | 321 | 421 | -100 | 32  |
| 8    | AC Bobigny        | 18 | 6  | 1 | 11 | 3  | 2  | 305 | 389 | -84  | 31  |
| 9    | UA Libourne (P)   | 18 | 6  | 1 | 11 | 1  | 4  | 317 | 406 | -89  | 31  |
| 10   | CA Lormont        | 18 | 3  | 0 | 15 | 0  | 7  | 286 | 471 | -185 | 17  |

¹ En avril 2015, la Direction nationale d'aide et de contrôle de gestion de la Fédération française de rugby décide de rétrograder en Fédérale 3 le CA Périgueux, compte tenu d'un déficit de 450 000 euros pour la saison en cours,,,. L'UA Libourne est repêché en remplacement du CA Périgueux, 

² Montluçon rugby est également relégué financièrement par la DNACG en Fédérale 2 pour la saison 2015-2016, mais participe tout de même aux huitièmes de finale.
|  | Qualifiés pour les huitièmes de finale (no 1, no 2, no 3 et no 4 qui participe à la phase finale malgré sa relégation). |
|  | Relégués en Fédérale 2 (no 10 ainsi que no 4 et no 6 pour raisons financières).                                         |
|  | P : Promu 2014 ; R : Relégué 2014                                                                                       |

### Poule 2
| Club                               | Ville            | Saison 2013-2014                   | Site officiel |
| ---------------------------------- | ---------------- | ---------------------------------- | ------------- |
| RC Aubenas                         | Aubenas          | Phase finale - Quarts de finale    | Site Officiel |
| US Bressane (R)                    | Bourg-en-Bresse  | Relégué - Pro D2                   | Site Officiel |
| RC Chalonnais                      | Chalon-sur-Saône | Phase de poule                     | Site Officiel |
| SO Chambéry                        | Chambéry         | Phase de poule                     | Site Officiel |
| US La Seyne                        | La Seyne-sur-Mer | Phase finale - Huitièmes de finale | Site Officiel |
| AS Mâcon                           | Mâcon            | Phase finale - Quarts de finale    | Site Officiel |
| RC Hyères-Carqueiranne-La Crau (P) | Hyères           | Promu - F2                         | Site Officiel |
| US Romans                          | Romans-sur-Isère | Phase de poule                     | Site Officiel |
| RC Tricastin (P)                   | Pierrelatte      | Promu - F2                         | Site Officiel |
| ROC La Voulte-Valence              | Valence          | Phase de poule                     | Site Officiel |

| Rang | Club                  | J  | V  | N | D  | Bo | Bd | Pm  | Pe  | Diff | Pts |
| ---- | --------------------- | -- | -- | - | -- | -- | -- | --- | --- | ---- | --- |
| 1    | SO Chambéry           | 18 | 13 | 0 | 5  | 6  | 2  | 473 | 296 | +177 | 60  |
| 2    | RC Aubenas            | 18 | 12 | 0 | 6  | 6  | 4  | 452 | 281 | +171 | 58  |
| 3    | US Romans             | 18 | 11 | 1 | 6  | 4  | 3  | 421 | 354 | +67  | 53  |
| 4    | US Bressane (R)       | 18 | 11 | 3 | 4  | 2  | 1  | 341 | 261 | +80  | 53  |
| 5    | AS Mâcon              | 18 | 10 | 2 | 6  | 5  | 3  | 507 | 342 | +165 | 52  |
| 6    | RC Chalonnais         | 18 | 10 | 0 | 8  | 5  | 6  | 437 | 380 | +57  | 50  |
| 7    | US La Seyne           | 18 | 8  | 0 | 10 | 2  | 2  | 350 | 406 | -56  | 36  |
| 8    | ROC La Voulte-Valence | 18 | 8  | 0 | 10 | 1  | 3  | 358 | 408 | -50  | 35  |
| 9    | RCHCC (P)             | 18 | 3  | 0 | 15 | 0  | 3  | 252 | 585 | -333 | 15  |
| 10   | RC Tricastin (P)      | 18 | 1  | 0 | 17 | 0  | 5  | 301 | 579 | -278 | 9   |

|  | Qualifiés pour les huitièmes de finale (no 1, no 2, no 3, no 4). |
|  | Relégués en Fédérale 2 (no 9, no 10).                            |
|  | P : Promu 2014 ; R : Relégué 2014                                |

### Poule 3
| Club                   | Ville                    | Saison 2013-2014                   | Site officiel |
| ---------------------- | ------------------------ | ---------------------------------- | ------------- |
| Soyaux Angoulême (P)   | Angoulême                | Promu - F2                         | Site Officiel |
| Avenir castanéen rugby | Castanet-Tolosan         | Phase finale - Huitièmes de finale | Site Officiel |
| US Cognac              | Cognac                   | Phase de poule                     | Site Officiel |
| Stade langonnais       | Langon                   | Phase finale - Huitièmes de finale | Site Officiel |
| Stade Rodez            | Rodez                    | Phase finale - Huitièmes de finale | Site Officiel |
| US Tyrosse             | Saint-Vincent-de-Tyrosse | Phase finale - Demi-finale         | Site Officiel |
| Saint-Jean-de-Luz OR   | Saint-Jean-de-Luz        | Phase de poule                     | Site Officiel |
| Saint-Nazaire rugby    | Saint-Nazaire            | Phase de poule                     | Site Officiel |
| US Saint-Sulpice (P)   | Saint-Sulpice-sur-Lèze   | Promu - F2                         | Site Officiel |
| RC Vannes              | Vannes                   | Phase finale - Huitièmes de finale | Site Officiel |

| Rang | Club                 | J  | V  | N | D  | Bo | Bd | Pm  | Pe  | Diff | Pts |
| ---- | -------------------- | -- | -- | - | -- | -- | -- | --- | --- | ---- | --- |
| 1    | RC Vannes            | 18 | 13 | 1 | 4  | 4  | 2  | 495 | 321 | +174 | 60  |
| 2    | Soyaux Angoulême (P) | 18 | 11 | 1 | 6  | 5  | 4  | 446 | 285 | +161 | 55  |
| 3    | Stade langonnais     | 18 | 11 | 2 | 5  | 2  | 1  | 334 | 336 | -2   | 51  |
| 4    | US Tyrosse           | 18 | 10 | 1 | 7  | 5  | 3  | 467 | 340 | +127 | 50  |
| 5    | Castanet-Tolosan     | 18 | 10 | 1 | 7  | 3  | 3  | 363 | 309 | +54  | 48  |
| 6    | Saint-Nazaire rugby  | 18 | 9  | 0 | 9  | 2  | 3  | 334 | 378 | -44  | 39  |
| 7    | Stade Rodez          | 18 | 8  | 0 | 10 | 3  | 5  | 341 | 330 | +11  | 37  |
| 8    | US Cognac            | 18 | 6  | 0 | 12 | 0  | 4  | 284 | 404 | -120 | 28  |
| 9    | US Saint-Sulpice (P) | 18 | 5  | 0 | 13 | 1  | 6  | 296 | 428 | -132 | 27  |
| 10   | Saint-Jean-de-Luz OR | 18 | 4  | 0 | 14 | 0  | 5  | 231 | 480 | -249 | 21  |

|  | Qualifiés pour les huitièmes de finale (no 1, no 2, no 3, no 4). |
|  | Relégués en Fédérale 2 (no 9, no 10).                            |
|  | P : Promu 2014 ; R : Relégué 2014                                |

### Poule 4
| Club             | Ville               | Saison 2013-2014                   | Site officiel |
| ---------------- | ------------------- | ---------------------------------- | ------------- |
| RO Agde (P)      | Agde                | Promu - F2                         | Site Officiel |
| Pays d'Aix RC    | Aix-en-Provence     | Phase finale - Quarts de finale    | Site Officiel |
| FC Auch (R)      | Auch                | Relégué - Pro D2                   | Site Officiel |
| Stade bagnérais  | Bagnères-de-Bigorre | Phase de poule                     | Site Officiel |
| Blagnac SCR      | Blagnac             | Phase de poule                     | Site Officiel |
| SC Graulhet (P)  | Graulhet            | Promu - F2                         | Site Officiel |
| CA Lannemezan    | Lannemezan          | Phase finale - Huitièmes de finale | Site Officiel |
| SA Mauléon       | Mauléon             | Phase de poule                     | Site Officiel |
| FC Oloron        | Oloron-Sainte-Marie | Phase finale - Huitièmes de finale | Site Officiel |
| Avenir valencien | Valence-d'Agen      | Phase de poule                     | Site Officiel |

| Rang | Club             | J  | V  | N | D  | Bo | Bd | Pm  | Pe  | Diff | Pts |
| ---- | ---------------- | -- | -- | - | -- | -- | -- | --- | --- | ---- | --- |
| 1    | Pays d'Aix RC    | 18 | 15 | 1 | 2  | 12 | 1  | 558 | 261 | +297 | 75  |
| 2    | FC Auch (R)      | 18 | 13 | 1 | 4  | 4  | 3  | 441 | 226 | +215 | 61  |
| 3    | FC Oloron        | 18 | 10 | 1 | 7  | 5  | 3  | 393 | 335 | +58  | 50  |
| 4    | Stade bagnérais  | 18 | 11 | 0 | 7  | 3  | 2  | 366 | 305 | +61  | 49  |
| 5    | Avenir valencien | 18 | 9  | 0 | 9  | 2  | 4  | 327 | 313 | +14  | 42  |
| 6    | Blagnac SCR      | 18 | 6  | 1 | 11 | 1  | 5  | 311 | 347 | -36  | 32  |
| 7    | SA Mauléon       | 18 | 6  | 1 | 11 | 1  | 4  | 290 | 381 | -91  | 31  |
| 8    | SC Graulhet (P)  | 18 | 6  | 1 | 11 | 0  | 4  | 314 | 428 | -114 | 30  |
| 9    | RO Agde (P)      | 18 | 7  | 0 | 11 | 1  | 1  | 283 | 463 | -180 | 28  |
| 10   | CA Lannemezan    | 18 | 4  | 0 | 14 | 0  | 1  | 262 | 486 | -224 | 17  |

|  | Qualifiés pour les huitièmes de finale (no 1, no 2, no 3, no 4). |
|  | Relégués en Fédérale 2 (no 9, no 10).                            |
|  | P : Promu 2014 ; R : Relégué 2014                                |

## Phase finale

### Règlement
Le tableau final est organisé de la manière suivante 
 : 

1er Poule 1 - 4e Poule 4

3e Poule 2 - 2e Poule 3

2e Poule 1 - 3e Poule 4

4e Poule 2 - 1er Poule 3

3e Poule 1 - 2e Poule 4

1er Poule 2 - 4e Poule 3

4e Poule 1 - 1er Poule 4

2e Poule 2 - 3e Poule 3

Les huitièmes, quarts et demi-finales se disputent en matchs aller-retour avec match retour chez la meilleure équipe. La finale se déroule sur un match et sur terrain neutre.
Départage des équipes
Pour départager les équipes, les règles suivantes sont utilisées: 

1. Nombre de points « terrain »
2. Nombre de jours de suspension, liées aux sanctions sportives, sur l’ensemble des rencontres de la phase considérée
3. Différence de points
4. Différences des essais
5. Séance de tirs au but

### Tableau
|  | Huitièmes de finale   | Huitièmes de finale | Huitièmes de finale |                 |    | Quarts de finale  | Quarts de finale  | Quarts de finale  |  |  | Demi-finales      | Demi-finales      | Demi-finales      |  |  | Finale                                              | Finale                                              |
|  |                       |                     |                     |                 |    |                   |                   |                   |  |  |                   |                   |                   |  |  |                                                     |                                                     |
|  | 19 et 26 avril 2015   | 19 et 26 avril 2015 | 19 et 26 avril 2015 |                 |    | 10 et 17 mai 2015 | 10 et 17 mai 2015 | 10 et 17 mai 2015 |  |  | 24 et 31 mai 2015 | 24 et 31 mai 2015 | 24 et 31 mai 2015 |  |  | 7 juin 2015, Stade Marcel-Verchère, Bourg-en-Bresse | 7 juin 2015, Stade Marcel-Verchère, Bourg-en-Bresse |
|  | 19 et 26 avril 2015   | 19 et 26 avril 2015 | 19 et 26 avril 2015 |                 |    | 10 et 17 mai 2015 | 10 et 17 mai 2015 | 10 et 17 mai 2015 |  |  | 24 et 31 mai 2015 | 24 et 31 mai 2015 | 24 et 31 mai 2015 |  |  | 7 juin 2015, Stade Marcel-Verchère, Bourg-en-Bresse | 7 juin 2015, Stade Marcel-Verchère, Bourg-en-Bresse |
|  | Stade bagnérais       | 16                  | 10                  |                 |    | 10 et 17 mai 2015 | 10 et 17 mai 2015 | 10 et 17 mai 2015 |  |  | 24 et 31 mai 2015 | 24 et 31 mai 2015 | 24 et 31 mai 2015 |  |  | 7 juin 2015, Stade Marcel-Verchère, Bourg-en-Bresse | 7 juin 2015, Stade Marcel-Verchère, Bourg-en-Bresse |
|  | Stade bagnérais       | 16                  | 10                  |                 |    | 10 et 17 mai 2015 | 10 et 17 mai 2015 | 10 et 17 mai 2015 |  |  | 24 et 31 mai 2015 | 24 et 31 mai 2015 | 24 et 31 mai 2015 |  |  | 7 juin 2015, Stade Marcel-Verchère, Bourg-en-Bresse | 7 juin 2015, Stade Marcel-Verchère, Bourg-en-Bresse |
|  | USO Nevers *          | 26                  | 39                  |                 |    | 10 et 17 mai 2015 | 10 et 17 mai 2015 | 10 et 17 mai 2015 |  |  | 24 et 31 mai 2015 | 24 et 31 mai 2015 | 24 et 31 mai 2015 |  |  | 7 juin 2015, Stade Marcel-Verchère, Bourg-en-Bresse | 7 juin 2015, Stade Marcel-Verchère, Bourg-en-Bresse |
|  | USO Nevers *          | 26                  | 39                  | USO Nevers *    | 27 | 9                 |                   |                   |  |  | 24 et 31 mai 2015 | 24 et 31 mai 2015 | 24 et 31 mai 2015 |  |  | 7 juin 2015, Stade Marcel-Verchère, Bourg-en-Bresse | 7 juin 2015, Stade Marcel-Verchère, Bourg-en-Bresse |
|  | 19 et 26 avril 2015   |                     |                     | USO Nevers *    | 27 | 9                 |                   |                   |  |  | 24 et 31 mai 2015 | 24 et 31 mai 2015 | 24 et 31 mai 2015 |  |  | 7 juin 2015, Stade Marcel-Verchère, Bourg-en-Bresse | 7 juin 2015, Stade Marcel-Verchère, Bourg-en-Bresse |
|  |                       | Soyaux-Angoulême XV | 22                  | 9               |    |                   |                   |                   |  |  | 24 et 31 mai 2015 | 24 et 31 mai 2015 | 24 et 31 mai 2015 |  |  | 7 juin 2015, Stade Marcel-Verchère, Bourg-en-Bresse | 7 juin 2015, Stade Marcel-Verchère, Bourg-en-Bresse |
|  | US Romans             | Soyaux-Angoulême XV | 22                  | 9               | 6  | 16                |                   |                   |  |  | 24 et 31 mai 2015 | 24 et 31 mai 2015 | 24 et 31 mai 2015 |  |  | 7 juin 2015, Stade Marcel-Verchère, Bourg-en-Bresse | 7 juin 2015, Stade Marcel-Verchère, Bourg-en-Bresse |
|  | US Romans             | 10 et 17 mai 2015   |                     |                 | 6  | 16                |                   |                   |  |  | 24 et 31 mai 2015 | 24 et 31 mai 2015 | 24 et 31 mai 2015 |  |  | 7 juin 2015, Stade Marcel-Verchère, Bourg-en-Bresse | 7 juin 2015, Stade Marcel-Verchère, Bourg-en-Bresse |
|  | Soyaux-Angoulême XV * | 12                  | 25                  |                 |    |                   |                   |                   |  |  | 24 et 31 mai 2015 | 24 et 31 mai 2015 | 24 et 31 mai 2015 |  |  | 7 juin 2015, Stade Marcel-Verchère, Bourg-en-Bresse | 7 juin 2015, Stade Marcel-Verchère, Bourg-en-Bresse |
|  | Soyaux-Angoulême XV * | 12                  | 25                  | USO Nevers *    | 10 | 24                |                   |                   |  |  |                   |                   |                   |  |  | 7 juin 2015, Stade Marcel-Verchère, Bourg-en-Bresse | 7 juin 2015, Stade Marcel-Verchère, Bourg-en-Bresse |
|  | 19 et 26 avril 2015   |                     |                     | USO Nevers *    | 10 | 24                |                   |                   |  |  |                   |                   |                   |  |  | 7 juin 2015, Stade Marcel-Verchère, Bourg-en-Bresse | 7 juin 2015, Stade Marcel-Verchère, Bourg-en-Bresse |
|  |                       | Lille MR            | 23                  | 13              |    |                   |                   |                   |  |  |                   |                   |                   |  |  | 7 juin 2015, Stade Marcel-Verchère, Bourg-en-Bresse | 7 juin 2015, Stade Marcel-Verchère, Bourg-en-Bresse |
|  | FC Oloron             | Lille MR            | 23                  | 13              | 16 | 17                |                   |                   |  |  |                   |                   |                   |  |  | 7 juin 2015, Stade Marcel-Verchère, Bourg-en-Bresse | 7 juin 2015, Stade Marcel-Verchère, Bourg-en-Bresse |
|  | FC Oloron             | 24 et 31 mai 2015   |                     |                 | 16 | 17                |                   |                   |  |  |                   |                   |                   |  |  | 7 juin 2015, Stade Marcel-Verchère, Bourg-en-Bresse | 7 juin 2015, Stade Marcel-Verchère, Bourg-en-Bresse |
|  | Lille MR *            | 21                  | 21                  |                 |    |                   |                   |                   |  |  |                   |                   |                   |  |  | 7 juin 2015, Stade Marcel-Verchère, Bourg-en-Bresse | 7 juin 2015, Stade Marcel-Verchère, Bourg-en-Bresse |
|  | Lille MR *            | 21                  | 21                  | Lille MR        | 29 | 16                |                   |                   |  |  |                   |                   |                   |  |  | 7 juin 2015, Stade Marcel-Verchère, Bourg-en-Bresse | 7 juin 2015, Stade Marcel-Verchère, Bourg-en-Bresse |
|  | 19 et 26 avril 2015   |                     |                     | Lille MR        | 29 | 16                |                   |                   |  |  |                   |                   |                   |  |  | 7 juin 2015, Stade Marcel-Verchère, Bourg-en-Bresse | 7 juin 2015, Stade Marcel-Verchère, Bourg-en-Bresse |
|  |                       | RC Vannes *         | 3                   | 21              |    |                   |                   |                   |  |  |                   |                   |                   |  |  | 7 juin 2015, Stade Marcel-Verchère, Bourg-en-Bresse | 7 juin 2015, Stade Marcel-Verchère, Bourg-en-Bresse |
|  | US Bourg-en-Bresse    | RC Vannes *         | 3                   | 21              | 24 | 10                |                   |                   |  |  |                   |                   |                   |  |  | 7 juin 2015, Stade Marcel-Verchère, Bourg-en-Bresse | 7 juin 2015, Stade Marcel-Verchère, Bourg-en-Bresse |
|  | US Bourg-en-Bresse    | 10 et 17 mai 2015   |                     |                 | 24 | 10                |                   |                   |  |  |                   |                   |                   |  |  | 7 juin 2015, Stade Marcel-Verchère, Bourg-en-Bresse | 7 juin 2015, Stade Marcel-Verchère, Bourg-en-Bresse |
|  | RC Vannes *           | 47                  | 13                  |                 |    |                   |                   |                   |  |  |                   |                   |                   |  |  | 7 juin 2015, Stade Marcel-Verchère, Bourg-en-Bresse | 7 juin 2015, Stade Marcel-Verchère, Bourg-en-Bresse |
|  | RC Vannes *           | 47                  | 13                  | Lille MR        | 6  |                   |                   |                   |  |  |                   |                   |                   |  |  |                                                     |                                                     |
|  | 18 et 25 avril 2015   |                     |                     | Lille MR        | 6  |                   |                   |                   |  |  |                   |                   |                   |  |  |                                                     |                                                     |
|  |                       | Pays d'Aix RC       | 12                  |                 |    |                   |                   |                   |  |  |                   |                   |                   |  |  |                                                     |                                                     |
|  | USA Limoges           | Pays d'Aix RC       | 12                  | 21              | 12 |                   |                   |                   |  |  |                   |                   |                   |  |  |                                                     |                                                     |
|  | USA Limoges           |                     |                     | 21              | 12 |                   |                   |                   |  |  |                   |                   |                   |  |  |                                                     |                                                     |
|  | FC Auch *             | 31                  | 30                  |                 |    |                   |                   |                   |  |  |                   |                   |                   |  |  |                                                     |                                                     |
|  | FC Auch *             | 31                  | 30                  | FC Auch         | 24 | 21                |                   |                   |  |  |                   |                   |                   |  |  |                                                     |                                                     |
|  | 19 et 26 avril 2015   |                     |                     | FC Auch         | 24 | 21                |                   |                   |  |  |                   |                   |                   |  |  |                                                     |                                                     |
|  |                       | SO Chambéry *       | 21                  | 26              |    |                   |                   |                   |  |  |                   |                   |                   |  |  |                                                     |                                                     |
|  | US Tyrosse            | SO Chambéry *       | 21                  | 26              | 19 | 16                |                   |                   |  |  |                   |                   |                   |  |  |                                                     |                                                     |
|  | US Tyrosse            | 10 et 17 mai 2015   |                     |                 | 19 | 16                |                   |                   |  |  |                   |                   |                   |  |  |                                                     |                                                     |
|  | SO Chambéry *         | 16                  | 57                  |                 |    |                   |                   |                   |  |  |                   |                   |                   |  |  |                                                     |                                                     |
|  | SO Chambéry *         | 16                  | 57                  | SO Chambéry     | 24 | 12                |                   |                   |  |  |                   |                   |                   |  |  |                                                     |                                                     |
|  | 19 et 26 avril 2015   |                     |                     | SO Chambéry     | 24 | 12                |                   |                   |  |  |                   |                   |                   |  |  |                                                     |                                                     |
|  |                       | Pays d'Aix RC *     | 10                  | 27              |    |                   |                   |                   |  |  |                   |                   |                   |  |  |                                                     |                                                     |
|  | Montluçon rugby       | Pays d'Aix RC *     | 10                  | 27              | 17 | 12                |                   |                   |  |  |                   |                   |                   |  |  |                                                     |                                                     |
|  | Montluçon rugby       |                     |                     |                 | 17 | 12                |                   |                   |  |  |                   |                   |                   |  |  |                                                     |                                                     |
|  | Pays d'Aix RC *       | 19                  | 26                  |                 |    |                   |                   |                   |  |  |                   |                   |                   |  |  |                                                     |                                                     |
|  | Pays d'Aix RC *       | 19                  | 26                  | Pays d'Aix RC * | 17 | 31                |                   |                   |  |  |                   |                   |                   |  |  |                                                     |                                                     |
|  | 19 et 26 avril 2015   |                     |                     | Pays d'Aix RC * | 17 | 31                |                   |                   |  |  |                   |                   |                   |  |  |                                                     |                                                     |
|  |                       | RC Aubenas          | 19                  | 24              |    |                   |                   |                   |  |  |                   |                   |                   |  |  |                                                     |                                                     |
|  | Stade langonnais      | RC Aubenas          | 19                  | 24              | 18 | 3                 |                   |                   |  |  |                   |                   |                   |  |  |                                                     |                                                     |
|  | Stade langonnais      |                     |                     |                 | 18 | 3                 |                   |                   |  |  |                   |                   |                   |  |  |                                                     |                                                     |
|  | RC Aubenas *          | 16                  | 19                  |                 |    |                   |                   |                   |  |  |                   |                   |                   |  |  |                                                     |                                                     |
|  | RC Aubenas *          | 16                  | 19                  |                 |    |                   |                   |                   |  |  |                   |                   |                   |  |  |                                                     |                                                     |

* Équipe recevant au match retour

### Détail des matchs
Entre parenthèses, le nombre de points terrain de chaque match.

#### Huitièmes de finale
| Équipes                         | Match aller     | Match retour    | Départage      |
| Équipes                         | Match aller     | Match retour    | Points terrain |
| ------------------------------- | --------------- | --------------- | -------------- |
| Stade bagnérais - USO Nevers    | 16 - 26 (0 - 4) | 10 - 39 (0 - 5) | 0 - 9          |
| US Romans - Soyaux-Angoulême XV | 6 - 12 (1 - 4)  | 16 - 25 (0 - 4) | 1 - 8          |
| FC Oloron - Lille MR            | 16 - 21 (1 - 4) | 17 - 21 (1 - 4) | 2 - 8          |
| US Bourg-en-Bresse - RC Vannes  | 24 - 47 (0 - 5) | 10 - 13 (1 - 4) | 1 - 9          |
| USA Limoges - FC Auch           | 21 - 31 (0 - 4) | 12 - 30 (0 - 4) | 0 - 8          |
| US Tyrosse - SO Chambéry        | 19 - 16 (4 - 1) | 16 - 57 (0 - 5) | 4 - 6          |
| Montluçon rugby - Pays d'Aix RC | 17 - 19 (1 - 4) | 12 - 26 (0 - 4) | 1 - 8          |
| Stade langonnais - RC Aubenas   | 18 - 16 (4 - 1) | 3 - 19 (0 - 4)  | 4 - 5          |

#### Quarts de finale
| Équipes                          | Match aller     | Match retour    | Départage      | Départage           | Départage                |
| Équipes                          | Match aller     | Match retour    | Points terrain | Jours de suspension | Différence de points     |
| -------------------------------- | --------------- | --------------- | -------------- | ------------------- | ------------------------ |
| Soyaux-Angoulême XV - USO Nevers | 22 - 27 (1 - 4) | 9 - 9 (2 - 2)   | 3 - 6          |                     |                          |
| Lille MR - RC Vannes             | 29 - 3 (5 - 0)  | 16 - 21 (1 - 4) | 6 - 4          |                     |                          |
| FC Auch - SO Chambéry            | 24 - 21 (4 - 1) | 21 - 26 (1 - 4) | 5 - 5          | 0                   | +2, score cumulé 45 - 47 |
| RC Aubenas - Pays d'Aix RC       | 19 - 17 (4 - 1) | 24 - 31 (0 - 5) | 4 - 6          |                     |                          |

#### Demi-finales
| Équipes                     | Match aller     | Match retour    | Départage      | Départage           | Départage                |
| Équipes                     | Match aller     | Match retour    | Points terrain | Jours de suspension | Différence de points     |
| --------------------------- | --------------- | --------------- | -------------- | ------------------- | ------------------------ |
| Lille MR - USO Nevers       | 23 - 10 (4 - 0) | 13 - 24 (0 - 4) | 4 - 4          | 0                   | +2, score cumulé 36 - 34 |
| SO Chambéry - Pays d'Aix RC | 24 - 10 (4 - 0) | 12 - 27 (0 - 4) | 4 - 4          | 0                   | +1, score cumulé 36 - 37 |

#### Finale
| 7 juin 2015 19 h 30 | Lille Métropole Rugby            | 6 - 12 (6 - 6) | Pays d'Aix rugby club                         | Stade Marcel-Verchère, Bourg-en-Bresse |
| 7 juin 2015 19 h 30 | Pénalité(s) : Romain 2 (2e, 39e) |                | Pénalité(s) : Bouillon 4 (30e, 37e, 65e, 75e) | Stade Marcel-Verchère, Bourg-en-Bresse |
| 7 juin 2015 19 h 30 |                                  |                |                                               | Stade Marcel-Verchère, Bourg-en-Bresse |

## Promotions et relégations

### Clubs promus en Pro D2
- Lille Métropole Rugby finalement maintenu en 1re division fédérale pour la saison 2015-2016[11],[12],[13],[14],[15] par la DNACG.
- Pays d'Aix rugby club

### Clubs promus en Fédérale 1
- RC Strasbourg - Champion de France Fédérale 2[16]
- AS vauréenne - Finaliste
- CS Vienne - Demi-finaliste
- Anglet olympique - Demi-finaliste
- Lombez Samatan club - Quart de finaliste
- Stade rouennais rugby - Quart de finaliste
- RO Grasse - Quart de finaliste
- Saint-Médard rugby club - 16e de finaliste repêché[17] en remplacement du RC Nîmes[18] rétrogradé par la DNACG.

### Clubs relégués de Pro D2 en Fédérale 1
- US Dax finalement maintenu en Pro D2 pour la saison 2015-2016 en raison du maintien en 1re division fédérale du Lille Métropole Rugby par la DNACG.
- RC Massy Essonne

### Clubs relégués en Fédérale 2
- UA Libourne finalement maintenu en raison de la rétrogradation du CA Périgueux par la DNACG.
- CA Lormont
- RC Hyères-Carqueiranne-La Crau
- RC Tricastin
- US Saint-Sulpice
- Saint-Jean-de-Luz OR
- RO Agde finalement maintenu en raison de la rétrogradation de Montluçon rugby par la DNACG.
- CA Lannemezan